# François Massialot

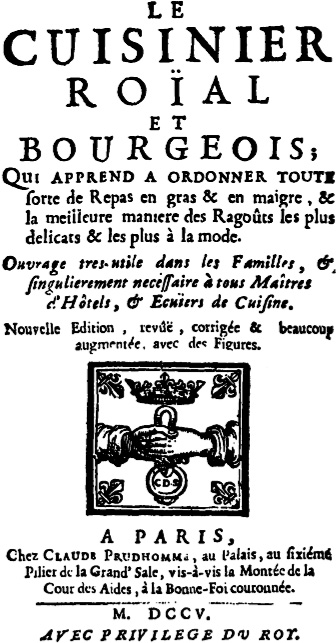
Page de titre de son principal ouvrage.

François Massialot (Limoges 1660 - Paris 1733) est un officier de bouche qui a travaillé comme chef cuisinier pour diverses cours et qui a laissé plusieurs livres auxquels se sont référés d'autres chefs et les historiens de la cuisine. On lui doit notamment l'invention de la crème brûlée.

## Œuvres
- Publié sans le nom de l'auteur, Le Cuisinier roïal et bourgeois, qui apprend à ordonner toute ſorte de Repas en gras & en maigre, & la meilleure maniere des Ragoûts les plus delicats & les plus à la mode. Ouvrage tres-utile dans les Familles, & ſingulierement neceſſaire à tous Maîtres d'Hôtels, & Ecuiers de Cuiſine, Paris, Claude Prudhomme, 1691, est suivi de rééditions augmentées en 1693, 1698 et 1705.
- Nouvelle Instruction pour les confitures, les liqueurs et les fruits, 1692.
- Sans nom d'auteur, Le Nouveau cuisinier royal et bourgeois. Qui apprend a ordonner toute sorte de repas en gras & en maigre, & la meilleure maniere des ragoûts les plus délicats & les plus à la mode , & toutes sortes de pâtisseries : avec des nouveaux dessins de tables est publié en 3 tomes entre 1722 et 1730[2].
- Le nouveau cuisinier royal et bourgeois. Qui apprend à ordonner toutes sorte de repas en gras & en maigre, & la meilleure maniere des ragoûts les plus delicats & les plus à la mode... Par M. Massialot. Ouvrage très-utile dans les familles, aux maîtres d'hôtels & officiers de cuisine. Augmenté de nouveaux ragouts par le sieur Vincent de La Chapelle, chef de cuisine de S. A. S. monseigneur le Prince d'Orange & de Nassau, &c. ; 1740 ; en 3 tomes.